# The Moon Is a Harsh Mistress
The Moon is a Harsh Mistress é um livro de ficção científica, escrito por Robert A. Heinlein em 1966, sobre a guerra de independência de uma colônia penal na Lua nos anos 2075 e 2076.
O livro apresenta várias idéias libertárias, sendo considerado por muitos (inclusive Isaac Asimov) como resumo das idéias políticas de Heinlein. O livro também é um dos primeiros no estilo cyberpunk: os heróis são sujos e pobres; o protagonista é um hacker com um braço mecânico, cujo melhor amigo é uma inteligência artificial. Heinlein voltaria a escrever sobre o universo deste livro em The Cat Who Walks Through Walls.